# 楊大六
楊 大六（よう だいろく、Yang Daliu、? - 1872年）は、清末のミャオ族の蜂起の指導者。
貴州省丹江庁出身。はじめ丹江で蜂起したが、後に張秀眉率いる蜂起軍に合流した。勇敢で知略もあり、要衝である岩門司を陥落させた際には、土司と清軍の千総を生け捕りにする功をたてた。丹江と都勻を根拠地として経営にあたった。やがて清軍の包囲に遭ったが、和議を求めず抵抗を続けた。1872年に烏東の戦いで張秀眉とともに清軍に捕えられ、長沙で斬られた。